# Граттон (Вірджинія)
Граттон (англ. Gratton) — переписна місцевість (CDP) в США, в окрузі Тейзвелл штату Вірджинія. Населення — 865 осіб (2020).

## Географія
Граттон розташований за координатами 37°8′5″ пн. ш. 81°25′36″ зх. д. / 37.13472° пн. ш. 81.42667° зх. д. (37.134758, -81.426764).  За даними Бюро перепису населення США в 2010 році переписна місцевість мала площу 14,08 км², з яких 14,07 км² — суходіл та 0,01 км² — водойми.

## Демографія
Згідно з переписом 2010 року, у переписній місцевості мешкало 937 осіб у 379 домогосподарствах у складі 290 родин. Густота населення становила 67 осіб/км².  Було 412 помешкання (29/км²).
Расовий склад населення:
| - 97,4 % — білих - 1,2 % — чорних або афроамериканців - 0,4 % — азіатів - 0,2 % — вихідців з тихоокеанських островів |

До двох чи більше рас належало 0,6 %. Частка іспаномовних становила 0,2 % від усіх жителів.
За віковим діапазоном населення розподілялося таким чином: 20,5 % — особи молодші 18 років, 64,8 % — особи у віці 18—64 років, 14,7 % — особи у віці 65 років та старші. Медіана віку мешканця становила 43,7 року. На 100 осіб жіночої статі у переписній місцевості припадало 100,2 чоловіків;  на 100 жінок у віці від 18 років та старших — 98,1 чоловіків також старших 18 років.
Середній дохід на одне домашнє господарство  становив 147 667 доларів США (медіана — 43 417), а середній дохід на одну сім'ю — 181 975 доларів (медіана — 61 250). За межею бідності перебувало 14,7 % осіб, у тому числі 16,8 % дітей у віці до 18 років та 4,2 % осіб у віці 65 років та старших.
Цивільне працевлаштоване населення становило 403 особи. Основні галузі зайнятості: освіта, охорона здоров'я та соціальна допомога — 25,6 %, роздрібна торгівля — 25,3 %, сільське господарство, лісництво, риболовля — 20,1 %.